# Korean War Veterans Memorial
Het Korean War Veterans Memorial is een herdenkingsmonument in het West Potomac Park te Washington D.C., zuidoost van het Lincoln Memorial en net ten zuiden van de Reflecting Pool van de National Mall.

## Ontwerp en constructie
Het Korean War Veterans Memorial werd gemachtigd door het Amerikaans Congres (Public Law 99-572) op 28 oktober 1986, waarbij de American Battle Monuments Commission het ontwerp en constructie leidde. De bouw van het memorial ving aan in november 1993. Het werd gehuldigd op 27 juli 1995, de 42ste verjaardag van het bestand dat de oorlog beëindigde, door Bill Clinton en Kim Young Sam, President van de Republiek Korea, en opgedragen aan de mannen en vrouwen die dienden tijdens het conflict. Het beheer van het memorial werden overgedragen aan de National Mall and Memorial Parks groep binnen de National Park Service. Zoals met zowat alle National Park Service historische domeinen werd het memorial administratief geplaatst op de National Register of Historic Places op de dag van haar inhuldiging.

## Memorial
Het monument is aangelegd in de vorm van een driehoek die een cirkel kruist. Binnen de driehoek staan 19 roestvrijstalen beelden ontworpen door Frank Gaylord. Het zijn soldaten, van meer dan 2 meter hoog, die een squad op patrouille voorstellen. Deze bestaat uit 15 Army, 2 Marines, 1 Navy Medic, and 1 Air Force Observer, gekleed in hun volle uitrusting, verspreid tussen stroken graniet en jeneverbesstruiken, die het ruwe Koreaanse terrein voorstellen. Ten noorden van de beelden ligt een pad, dat één zijde van de driehoek vormt. Daar achter, in het zuiden, strekt zich over een lengte van 50 meter, een zwarte granieten muur uit, ontworpen door Louis Nelson. In deze muur zijn fotografische beelden gezandstraald die soldaten, uitrusting en mensen die betrokken waren bij de oorlog uitbeelden. Dit vormt de tweede zijde. De derde zijde van de driehoek, gericht naar het Lincoln Memorial is open gelaten.
Noord van de beelden en het pad treft men de United Nations Wall aan, een lage muur met een lijst van de 22 leden van de Verenigde Naties die troepen hebben ingezet of medische ondersteuning boden in het kader van de Koreaanse Oorlog. België en Nederland staan hierbij vermeld. Aan Belgische zijde sneuvelden 106 militairen, aan Nederlandse zijde 123 militairen.
De cirkel bevat de Pool of Remembrance, een ondiepe vijver, met een diameter van ruim negen meter, omlijnd met zwarte graniet en omgeven door een groep bomen en banken. De inscripties vermelden het aantal Amerikaanse doden, gewonden, vermisten en krijgsgevangenen. Op een nabije plaat staat geschreven: "Our nation honors her sons and daughters who answered the call to defend a country they never knew and a people they never met." (Vertaling: "Onze natie eert haar zonen en dochters die de roep beantwoorden om een land te verdedigen dat ze nooit kenden en mensen die zo nooit hebben ontmoet"). Net naast het aantal Amerikaanse soldaten staan, in dezelfde categorieën, de cijfers van de VN-troepen.
Een andere granieten muur draagt de simpele boodschap, ingelegd in zilver: "Freedom is not free" (Vertaling: "Vrijheid is niet vrij").

### Troepen statistieken
Aan het oostelijke uiteinde van het monument nabij de poel staan slachtoffer statistieken van de soldaten die vochten in de oorlog gegraveerd in granieten blokken.
- Dood — Verenigde Staten: 54,246, Verenigde Naties: 628,833.
- Gewond — Verenigde Staten: 103,284, Verenigde Naties: 1,0644,453.
- Gevangen — Verenigde Staten: 7,140, Verenigde Naties: 92,970.
- Vermist — Verenigde Staten: 8,177, Verenigde Naties: 470,267.

De granieten muur telt 41 tegels en is tussen 1,5 m tot 3,65 m hoog .